# Patuljci (Tolkien)
Patuljci, na khuzdulskom Khazâd, su rasa u izmišljenom svijetu J. R. R. Tolkiena. Stvorio ih je Vala Aulë kojega zovu, Mahal, što na njihovom jeziku znači 'tvorac', a život im je udahnuo Ilúvatar.

## Osobine
Patuljci su u Silmarillionu opisani kao niži i stamenitiji od vilenjaka i ljudi, otporniji na vrućinu i hladnoću. Iako su smrtni prosječan životni vijek im je oko 250 godina.
Tolkien u Gospodaru prstenova navodi da se sporo razmnožavaju jer ih je manje od trećine žena, a ni ne žene se svi. Ženski patuljci izgledaju jednako kao i muški, a ni glasovi im se ne mogu razlikovati. Za svojih rijetkih putovanja ženski patuljci se i oblače poput muških pa mnogi pogrešno smatraju da patuljci rastu iz kamena. Tolkien navodi samo jednu patuljicu Dís. U The War of the Jewels Tolkien kaže da su i muški i ženski patuljci imali brade.
Tolkienovi su patuljci, slično kao i njihovi mitološki prethodnici, vrsni kovači i klesari. Vatreni u boju sa svojim sjekirama, iako koriste i lukove, mačeve, štitove i pijuke. Za razliku od drugih izmišljenih patuljaka, Tolkien ne navodi da su koristili ratne maljeve.
Pošto su živjeli u podzemnim nastambama nisu uzgajali vlastitu hranu nego su je obično dobivali trgovinom s vilenjacima i ljudima. U eseju "Of Dwarves and Men", O patuljcima i ljudima, u Narodima Međuzemlja piše kako su patuljačke i ljudske zajednice često tvorile odnos u kojem su ljudi pribavljali hranu, bili ratari i pastiri, a patuljci su skrbili za alat i oružje te gradnju cesta i građevina.
Tijekom čitavog Prvog doba i većinu Drugog doba patuljci su uglavnom održavali prijateljske trgovačke odnose s vilenjacima i ljudima, s iznimkom patuljaka iz Nogroda koji su izdali kralja Thingola. Međutim, tijekom Trećeg doba, a pogotovo nakon zatvaranja Morije, polako su gubili povjerenje u vilenjake, iako su kasnije uspostavljeni topliji odnosi s vilenjacima iz Mrkodola i ljudima iz Dolja. S hobitima su imali promjenljive odnose tijekom većeg dijela Trećeg doba, iako su nakon osvajanja Usamljene planine u kojem je sudjelovao Bilbo Baggins, stekli veliko povjerenje u njega.

## Jezik
Od svog stvaranja patuljci su govorili khuzdulski koji je za njih osmislio Aulë. Pošto je stvoreni jezik, iako živ, nije se razvio ni iz jednog oblika vilenjačkog jezika, što je slučaj s većinom ostalih jezika u Međuzemlju. Tolkien spominje da je mogao imati utjecaja na razvoj nekih ranijih oblika ljudskih jezika. Khuzdul je pažljivo čuvan jezik, patuljci nikad nisu svoja prava imena odavali strancima. U tome su išli toliko daleko da nisu zapisivali imena na svojim grobovima. Jedini nepatuljak za kojega se zna da je poznavao njihov jezik je vilenjak Eöl. Khuzdul je zapisivan Cirth runama, slovima koje su razvili vilenjaci. Ne postoji niti jedan zapis na Khuzdul jeziku ni u Tolkienovim djelima ni u njegovim osobnim bilješkama osim:
| BARUK KHAZÂD! KHAZÂD AI-MÊNU! značenja Sjekire patuljaka! Patuljci napadaju! |

te epitafa na Balinovu grobu:
| BALIN FUNDINUL UZBAD KHAZAD-DÛMU značenja Balin Fundinov sin Gospodar Morije |

## Imena
Na jeziku Sivih vilenjaka ili sindarinskom patuljci se nazivaju Naugrim ("Zakržljali Narod"), Gonnhirrim ("Gospodari stijena"), i Dornhoth ("Tvrdoglavi Narod"), također i Hadhodrim. Na kvenijskom su bili Casári. Patuljci su sami sebe nazivali Khazâd na njihovu khuzdulskom jeziku .
Tolkien je dvanaest od trinaest imena za patuljke, kao i Gandalfovo, koja je upotrebio u Hobitu preuzeo iz Völuspá.

## Rodovi
U Silmarillionu se spominje sedam patuljačkih kuća. Od sedam rodova poteklih od sedam Očeva pauljaka u cjelokupnom Tolkienovu djelu uglavnom se pojavljuju potomci Durina I koji su stanovali u Khazad-dûmu, s izuzetkom dvaju rodova koji su tijekom Prvog doba stolovali u drevnim gradovima Nogrodu i Belegostu. O ostalim četirima rodovima doznajemo tek da su sudjelovali u završnoj bitci s orcima podno Dimril doca 2799. godine Trećeg doba.

### Sitni patuljci
Sitni patuljci su vjerojatno potomci nekoliko kuća. Sve što je o njima sigurno je da su iz nepoznatih razloga prognani iz patuljačkih gradova na istoku. Oni su prvi tijekom Prvog doba prešli Ered Luin i utemeljili utvrde u Beleriandu prije izgradnje Nogroda i Belegosta, još prije nego što su vilenjaci došli. Ova vrlo stara naselja bila su Nargothrond i Amon Rûdh.
Obično su ih na sindarinskom nazivali Noegyth Nibin; i još Nibin-Nogrim i Noegoethig, oblik nibin ("malen") uz vilenjačku riječ za prave patuljke. Na kvenjskom su se zvali Pitya-naukor. Sitni patuljci na Zapadu Belerianda spali su na jednu obitelj i na kraju su izumrli.
Sindari, koji još nisu sreli patuljke, u njima su vidjeli stvorenja tek nešto važnija od neugodnih životinja te su ih nazivali (Levain) Tad-dail ("dvo-nogim (životinjama)"), i lovili ih. Sve dok Sindari nisu stupili u dodir s patuljcima s Ered Luina nisu shvaćali što su Sitni patuljci zapravo. Nakon toga su ih uglavnjom ostavljali na miru, ali su Sitni patuljci već strastveno zamrzili sve vilenjake.
Sitni patuljci su se umnogome razlikovali od običnih patuljaka. Bili su sitnije građe, daleko nedruželjubiviji, i svojevoljno su odavali svoja khuzdulska imena dok su ostali patuljci svoj jezik čuvali u najstrožoj tajnosti. Što je mogući razlog njihova progona iz prvotne postojbine.
Do vremena u kojem su se Noldori vratili u Međuzemlje sitni patuljci su već gotovo posve izumrli. Posljednji istatak njihova naroda bili su Mîm i njegova dva sina, Ibun i Khîm, koji su živjeli na Amon Rûdhu. Mîm je pružio utočište Túrinu Turambaru i njegovoj družini u svom domu na Amon Rûdhu. Kasnije su Mîma zarobili orci pa je on u zamjenu za vlastiti život izdao Túrina. Mîm je kasnije došao u posjed zlata koje je u Nargothrondu nagomilao zmaj Glaurung. Na koncu ga je ubio Túrinov otac Húrin.

## Povijest
Patuljci su vrlo drevan narod koji se probudio još u vremenu prije postojanja Sunca i Mjeseca, nešto nakon buđenja vilenjaka.

### Nastanak
U Tolkienovim djelima patuljci su stvoreni tijekom Godina Drveća kad je čitavo Međuzemlje bilo pod vlašću Melkorove vojske. Bez znanja ostalih Valara stvorio ih je Aulë kako bi imao djecu koju može podučiti vlastitim umjećima. Ipak, Ilúvatar je znao za njihovo stvaranje usprkos Aulëovim naporima da ih skrije. Kad je Ilúvatar opomenuo Aulëa, on je priznao svoju namjeru i podigao svoj čekić kako bi uništio svoja stvorenja. Nato je Ilúvatar zaustavio Aulëovu ruku i na patuljke pustio san dok se ne "probude" Vilenjaci koji su predodređeni biti Prvorođeni. Aulë je položio sedam Očeva patuljaka u daleku osamu Međuzemlja gdje čekaju buđenje.